# Lijst van grote Surinaamse plaatsen
Dit is een lijst van de grootste woonplaatsen in Suriname (schatting 2012): De 14 plaatsen waarvan een berekening in 2012 is gemaakt zijn opgenomen in de lijst.

## Lijst
| Rang | Stad            | District   | Ressort         | Inwoners |
| ---- | --------------- | ---------- | --------------- | -------- |
| 1    | Paramaribo      | Paramaribo | Paramaribo      | 246 132  |
| 2    | Lelydorp        | Wanica     | Lelydorp        | 19 991   |
| 3    | Nieuw-Nickerie  | Nickerie   | Nieuw-Nickerie  | 15 109   |
| 4    | Moengo          | Marowijne  | Moengo          | 8 252    |
| 5    | Meerzorg        | Commewijne | Meerzorg        | 7 381    |
| 6    | Nieuw-Amsterdam | Commewijne | Nieuw-Amsterdam | 5 579    |
| 7    | Mariënburg      | Commewijne | Nieuw-Amsterdam | 4 998    |
| 8    | Wageningen      | Nickerie   | Wageningen      | 4 765    |
| 9    | Albina          | Marowijne  | Albina          | 4 649    |
| 10   | Groningen       | Saramacca  | Groningen       | 3 487    |
| 11   | Brownsweg       | Brokopondo | Brownsweg       | 2 731    |
| 12   | Brokopondo      | Brokopondo | Brokopondo      | 2 348    |
| 13   | Onverwacht      | Para       | Zuid-Para       | 2 266    |
| 14   | Totness         | Coronie    | Totness         | 1 976    |